# Surpreendente Graça
Surpreendente Graça é um álbum de estúdio do cantor brasileiro Jorge Camargo, lançado em 2002 de forma independente e exclusivamente em CD. O disco soma canções inéditas que tratam do tema graça. A produção musical é assinada pelo próprio cantor, que escreve várias canções, algumas em colaboração com Guilherme Kerr Neto.

## Faixas
1. "Trono de Graça"
2. "Maravilhoso amor"
3. "Vida Plena"
4. "Graça"
5. "Respostas"
6. "Melhor que a vida"
7. "Bondade"
8. "O meu louvor"
9. "Menor carente"
10. "Última palavra"
11. "Conexão"
12. "Transformação"